# Kayaköy
Kayaköy (görög neve: Levissi; a „kőfalu”) kiürült törökországi falu Muğla tartomány Fethiye körzetében.
A városnak 1923-ban még 25 ezer lakosa volt. Több ezer ház, két templom, 14 kápolna és két iskola volt benne. Korunkban pedig egy üres, elhagyott romváros.

## Története
A falut a 18. században keresztény görögök népesítették be. A Kaya-völgyben törökök és görögök évszázadokig békésen éltek egymás mellett. A görögök kézművességgel, a törökök mezőgazdasággal foglalkoztak. Keresztény és muszlim együtt kávézott, teázott. A kőházak mindegyike legalább kétszintes volt, az alsó szinten voltak állattok és a szerszámok, az emberek felső szinten éltek. A népek békésen megvoltak egymással egészen az első világháborúig.
Az első világháború, majd a török függetlenségi háború (1919-1923) megpecsételte a görögök sorsát. A görögök hadjáratot indítottak az Oszmán Birodalom ellen. Törökország győzelme után lakosságcsere történt a két ország között. Az Anatólia területén élő ortodox keresztényeknek és a görögországi élő muszlimoknak egyaránt kellett hagyniuk  otthonaikat. Több mint egymillió görög és félmillió török kényszerült hazát cserélni. A háborút 1922-ben a határok újrarajzolásával zárták le.
Kayaköy teljesen elnéptelenedett. A teljesen üressé vált várost 1957-ben földrengés sújtotta. Ma 500 romház áll ott teljesen üresen. A helyet a török állam múzeumként működteti.
Fügefák telepedtek le a hajdanvolt lakásokban. Az egykori tragédia helyszíne ma a turizmusból élőket táplálja.

## Könyv
A múlt számtalan irodalmi művet ihletett, ezek közül a legismertebb Louis de Bernières Birds Without Wings (Szárny nélküli madarak) c. regénye.

## Képek

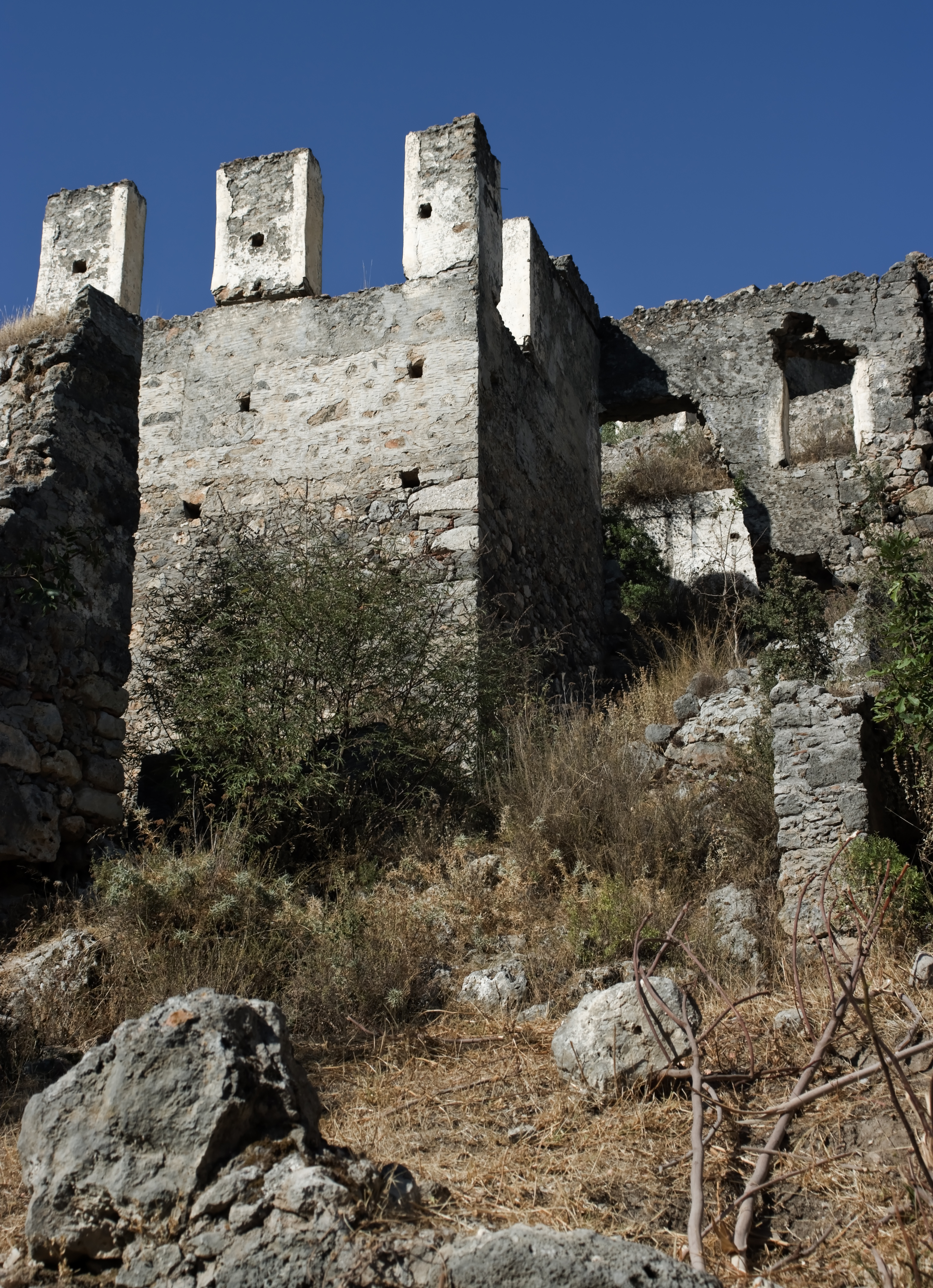
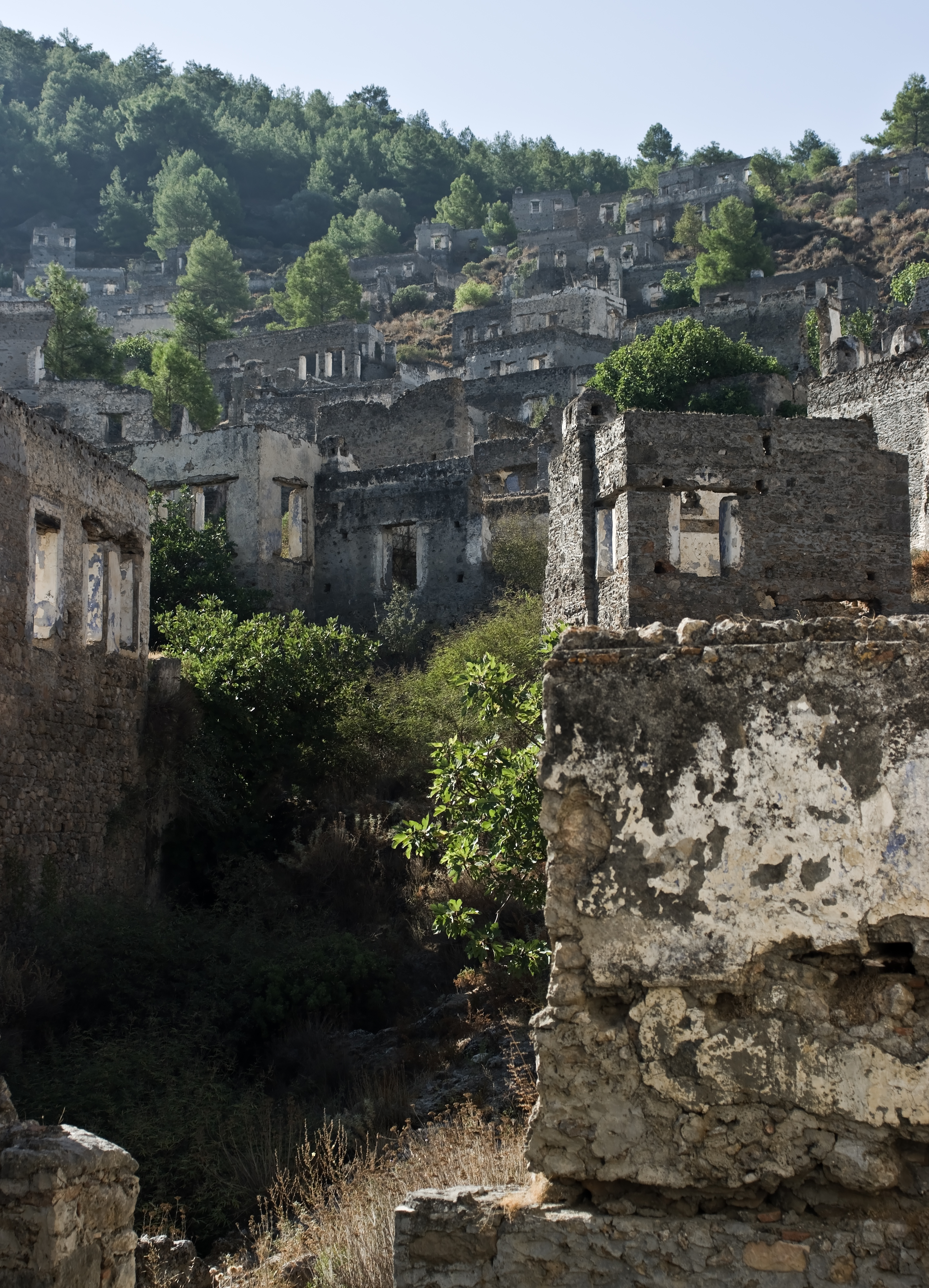
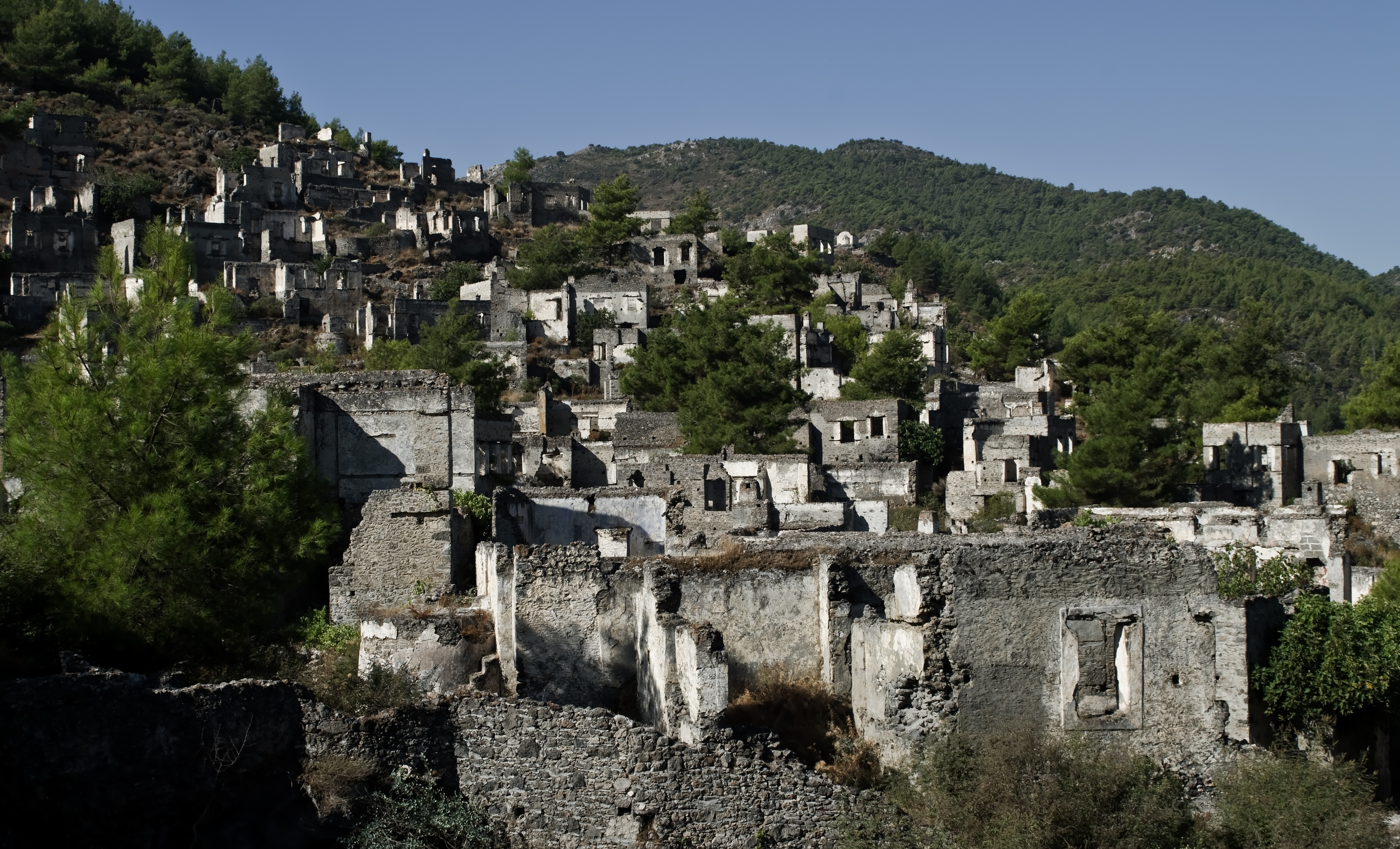
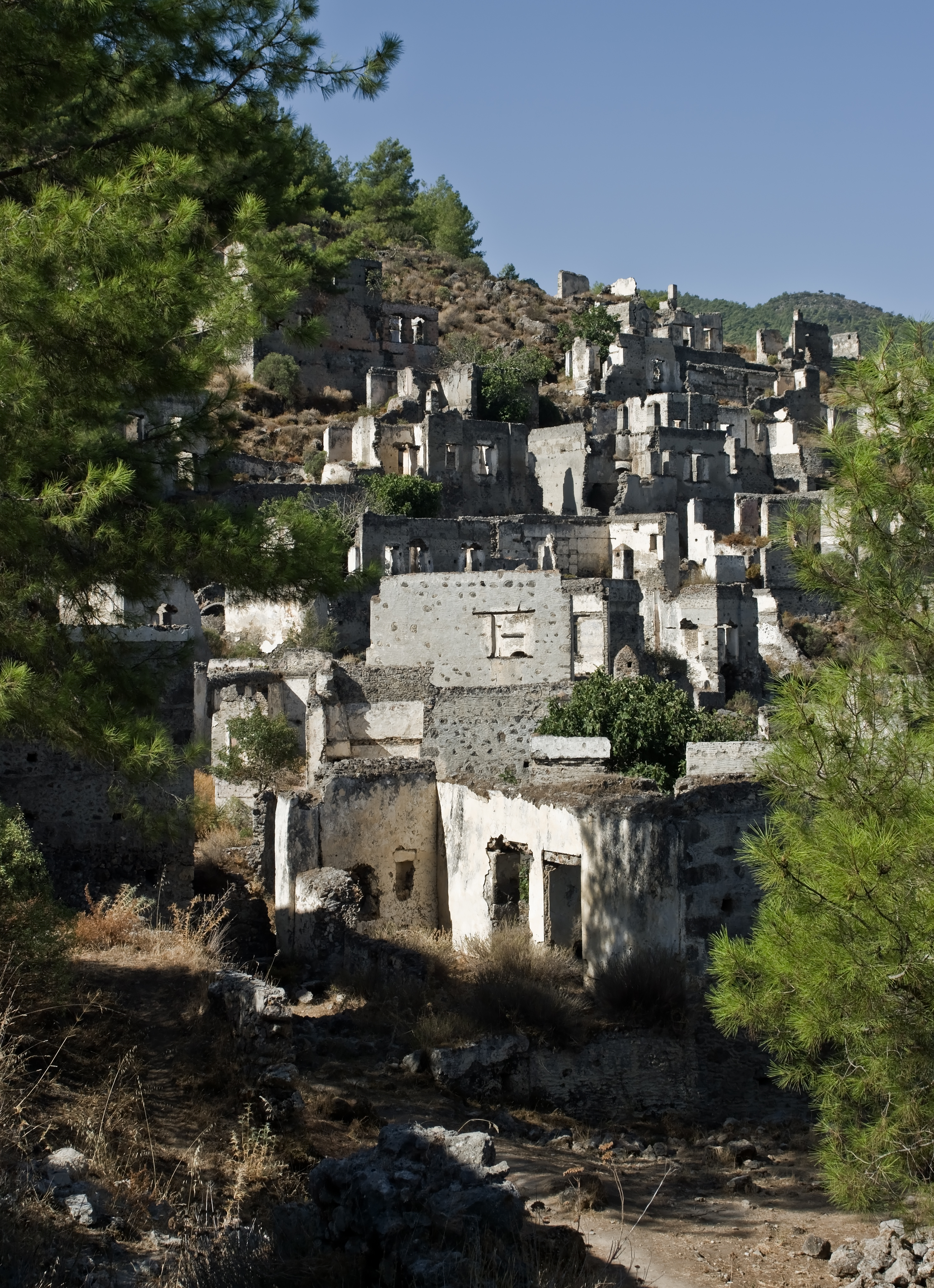
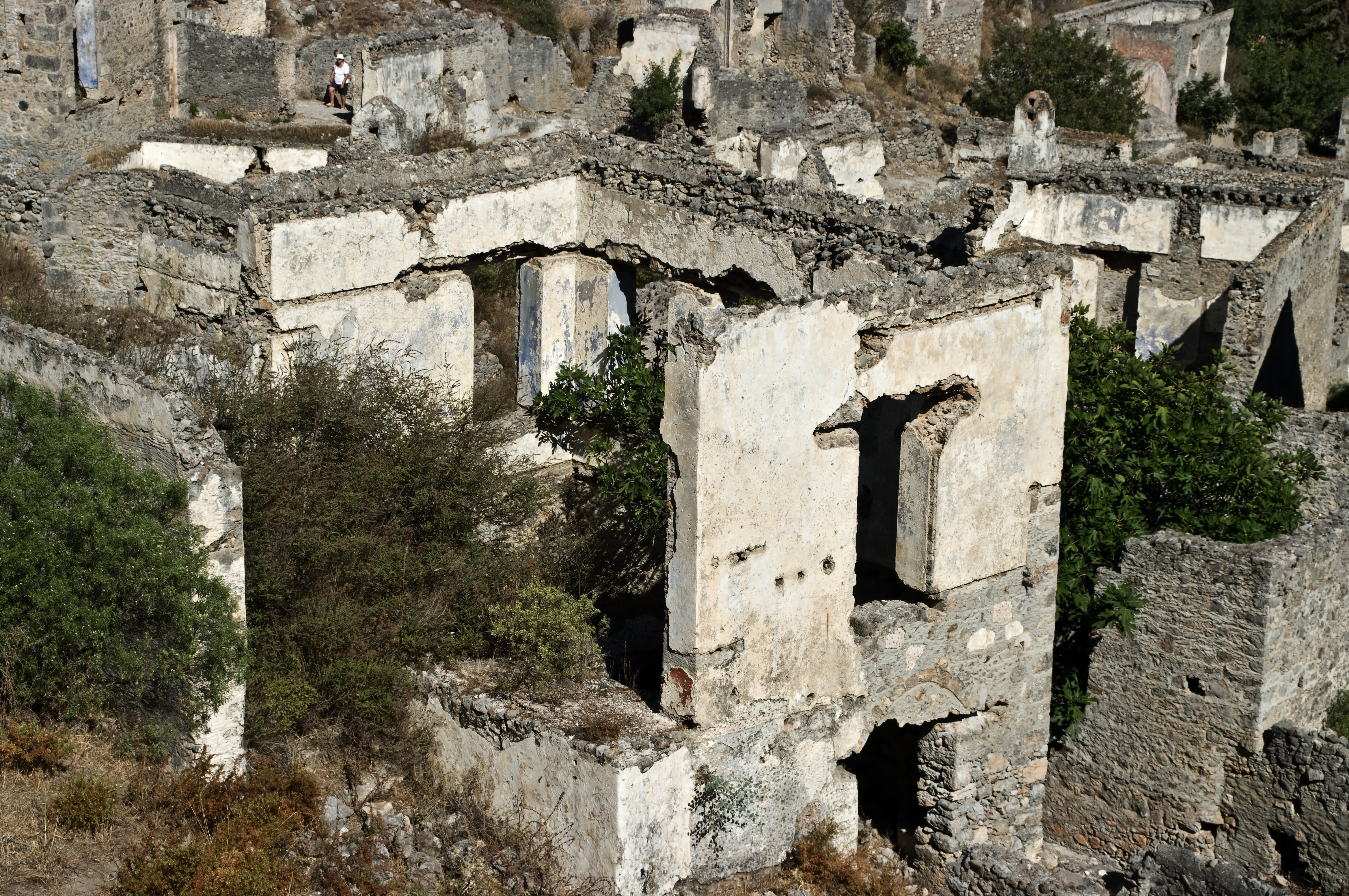
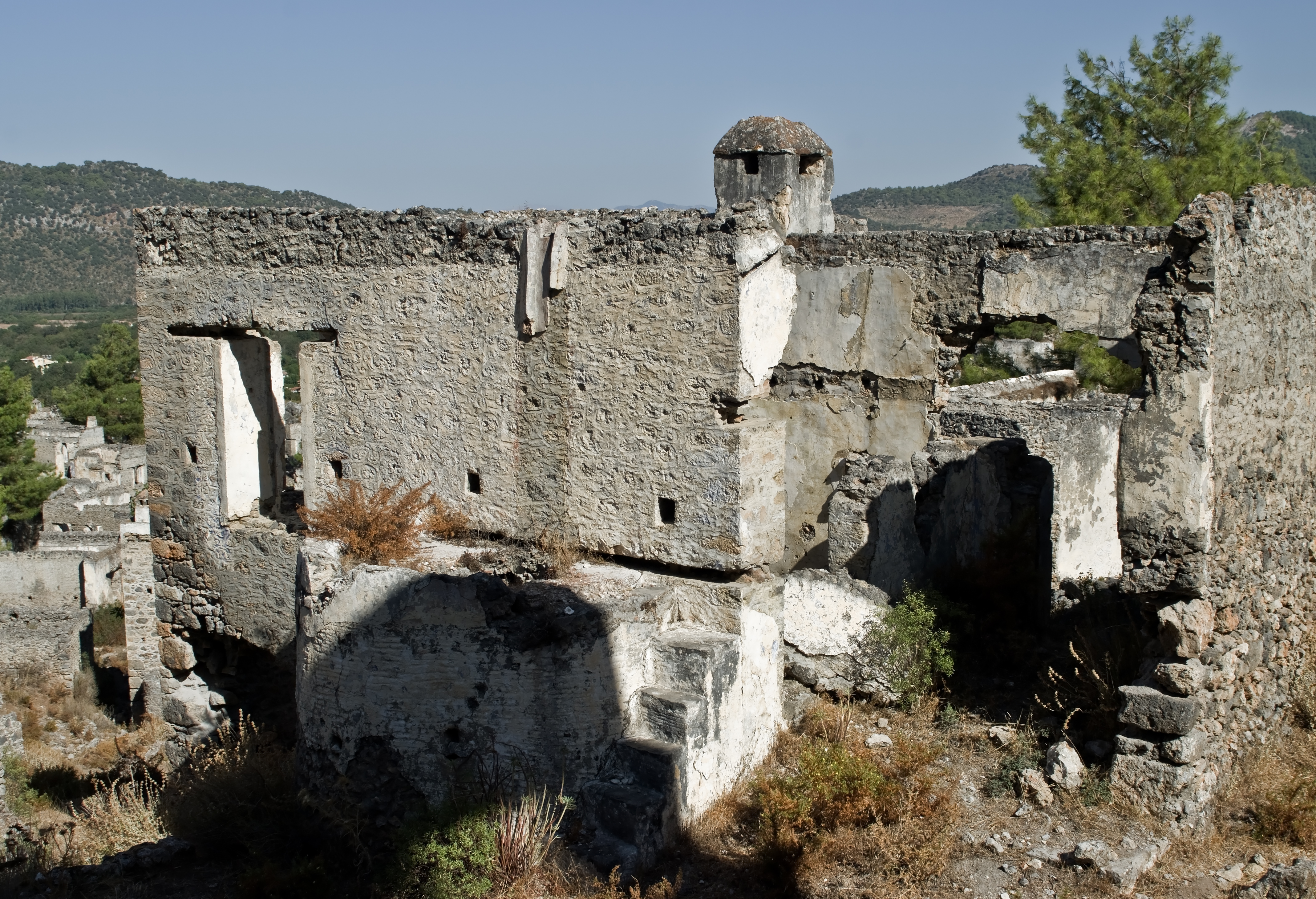
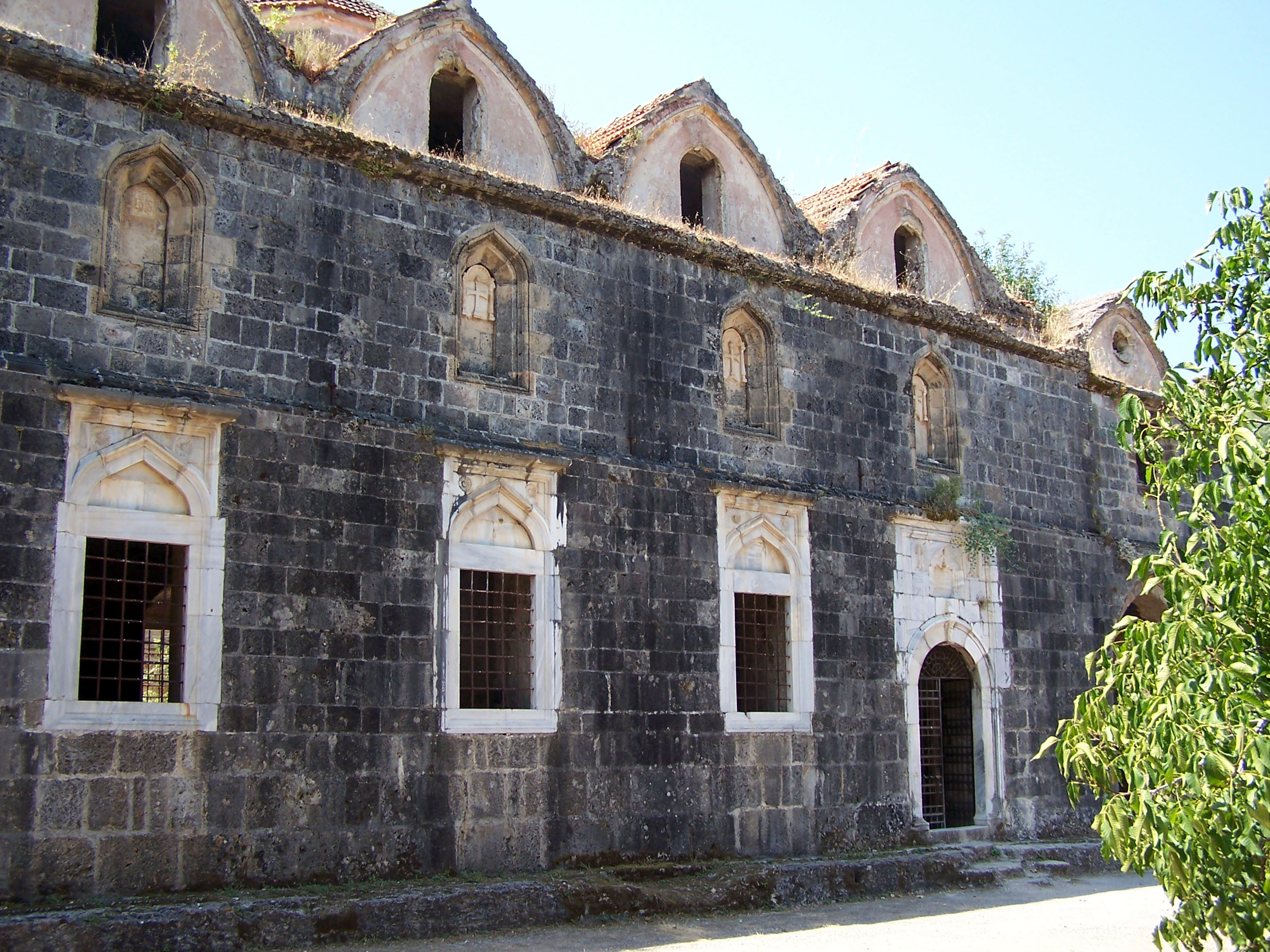
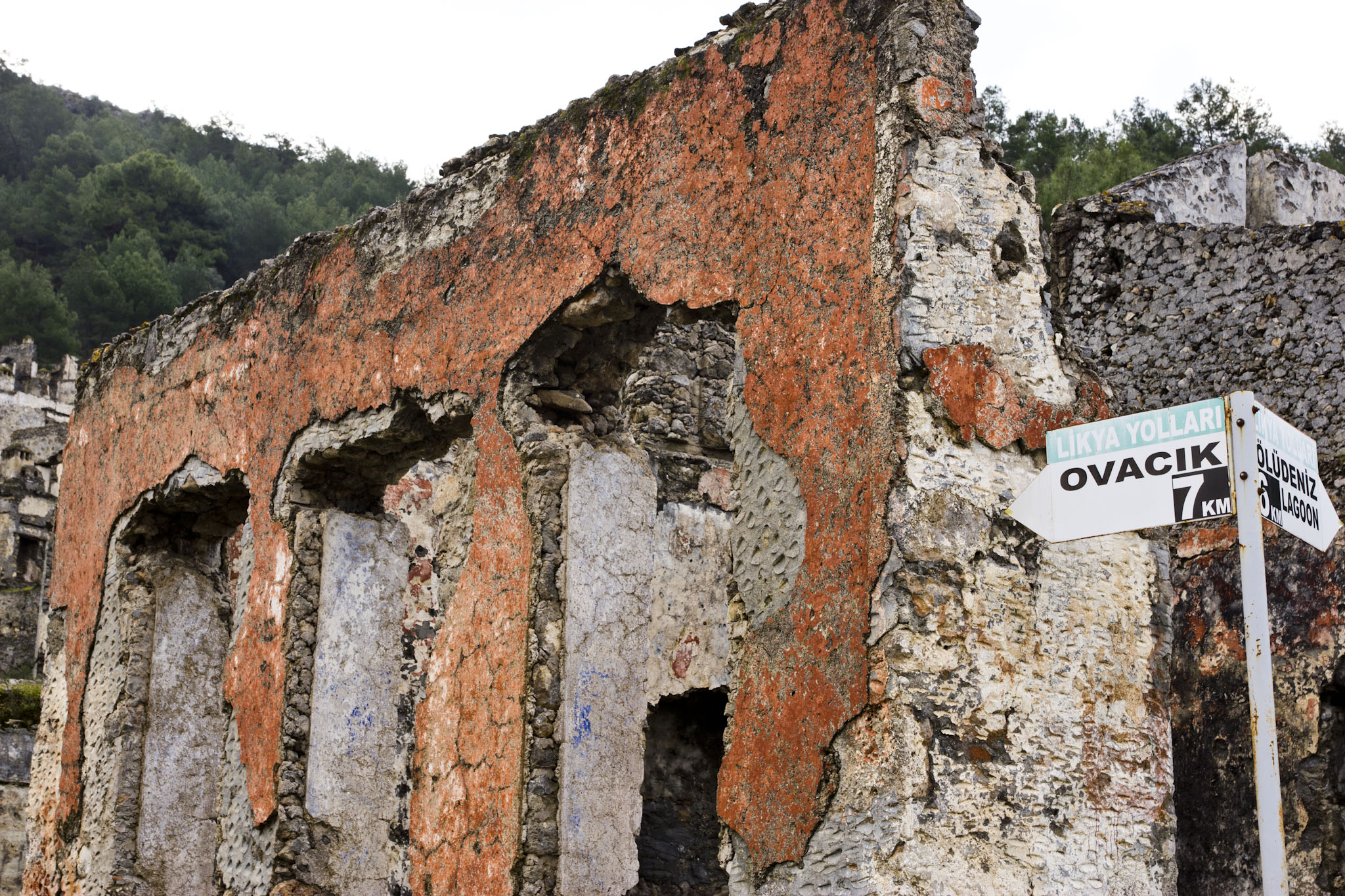
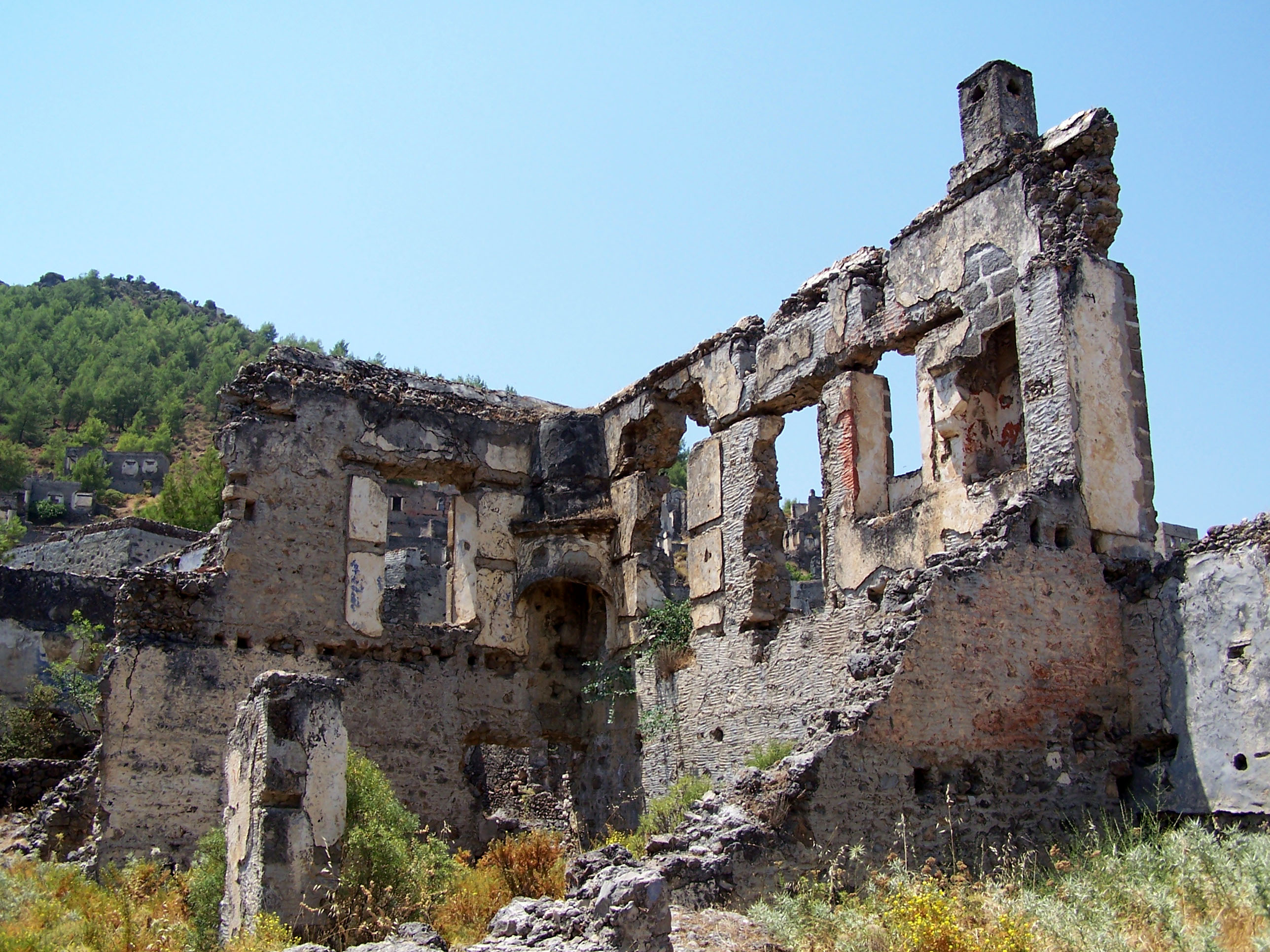
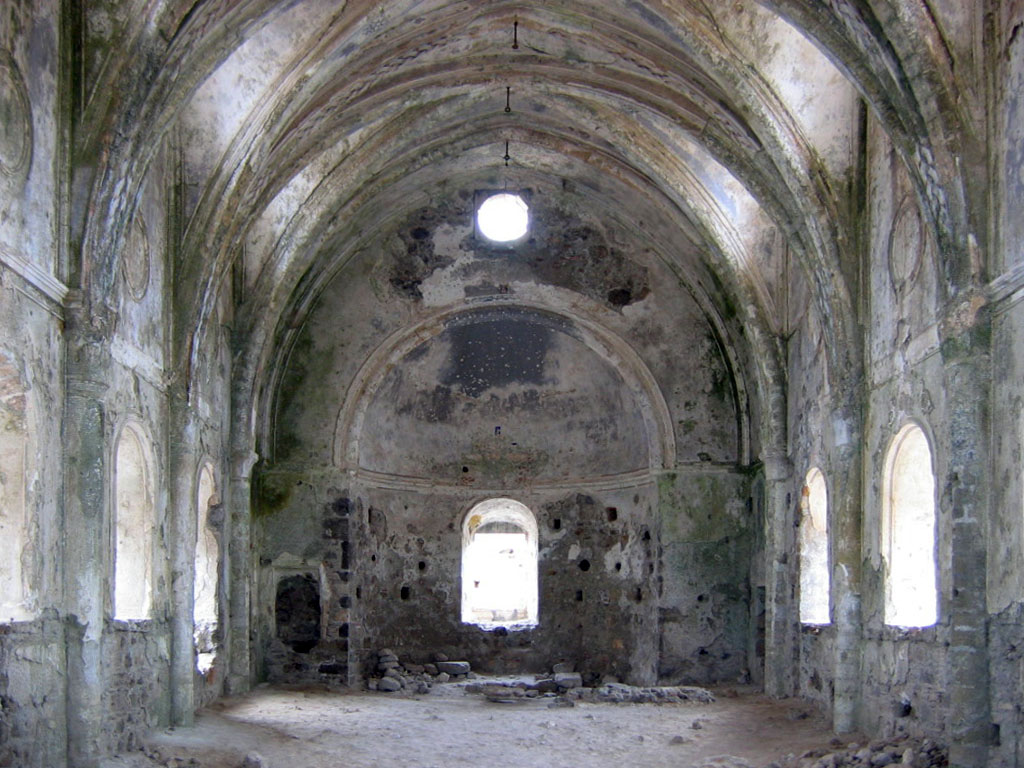